# Björneström
Björneström är ett tidigare litet industrisamhälle i Virserums socken i Hultsfreds kommun.
Björneströms samhälle bildades kring en vattendriven kvarn vid Björnån mellan Björnasjön och Hjortesjön. Det kan ha funnits en kvarn vid Björneström redan på 1400-talet. En tullkvarn inrättades på 1600-talet. Denna friköptes i början av 1800-talet och en ny kvarn byggdes omkring 1870. Uppströms kvarnen låg från 1830-talet ett färgeri, och tvärs över ån från kvarnen låg ett garveri. På 1880-talet anlades ett mejeri i Björneström.
Virserumsbygdens möbelindustri växte fram i Björneström under den senare delen av 1800-talet. Ortens två möbelfabriker Danielssons möbelfabrik och Bohmans möbelfabrik grundades 1900 respektive 1905 och lades ned 1978 respektive 1960. Björneströms kvarn lades ned 1972.
Theodor Karlssons skulptur Näcken från 1948 står i dammen.

## Bildgalleri

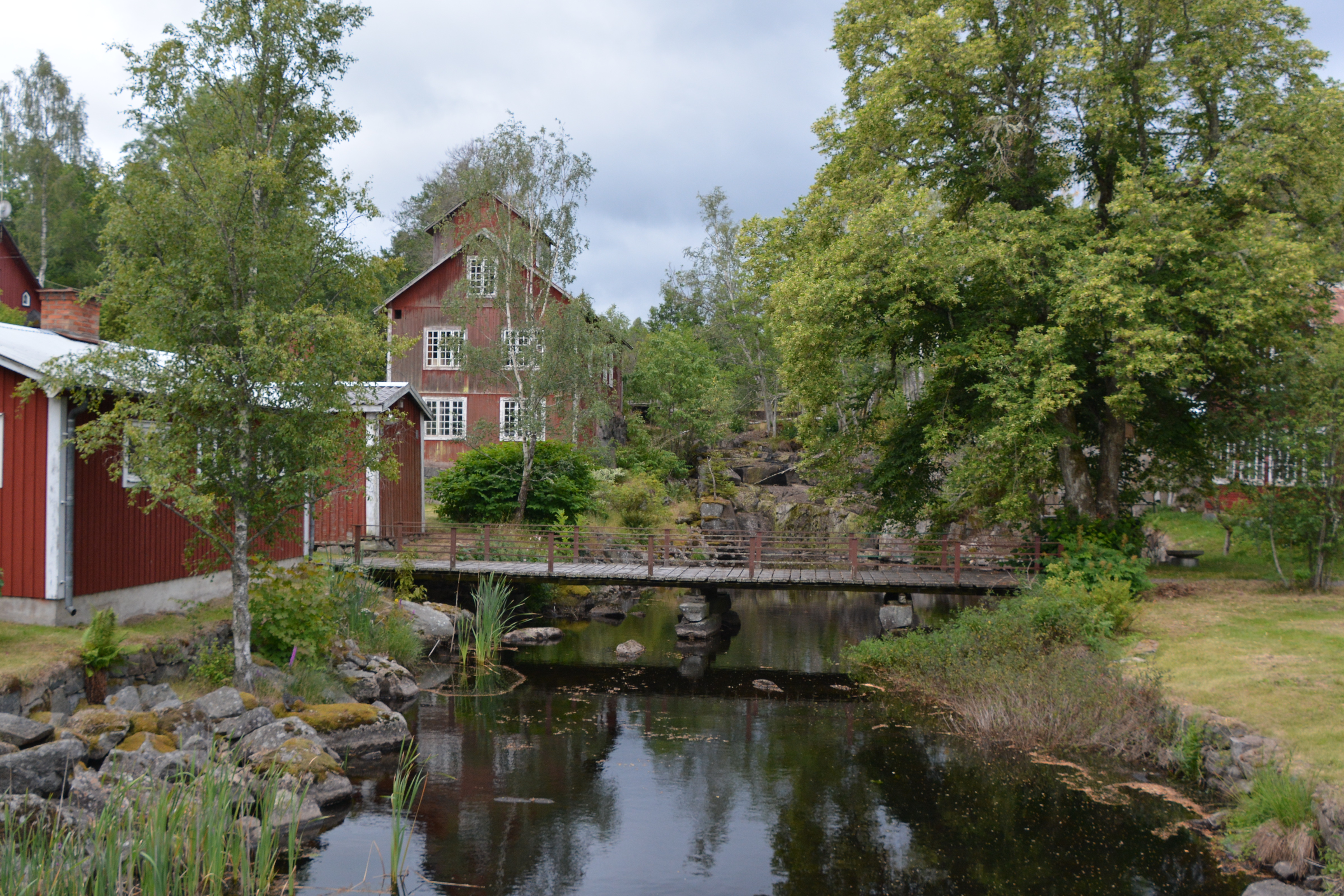
Björnån vid Björneström
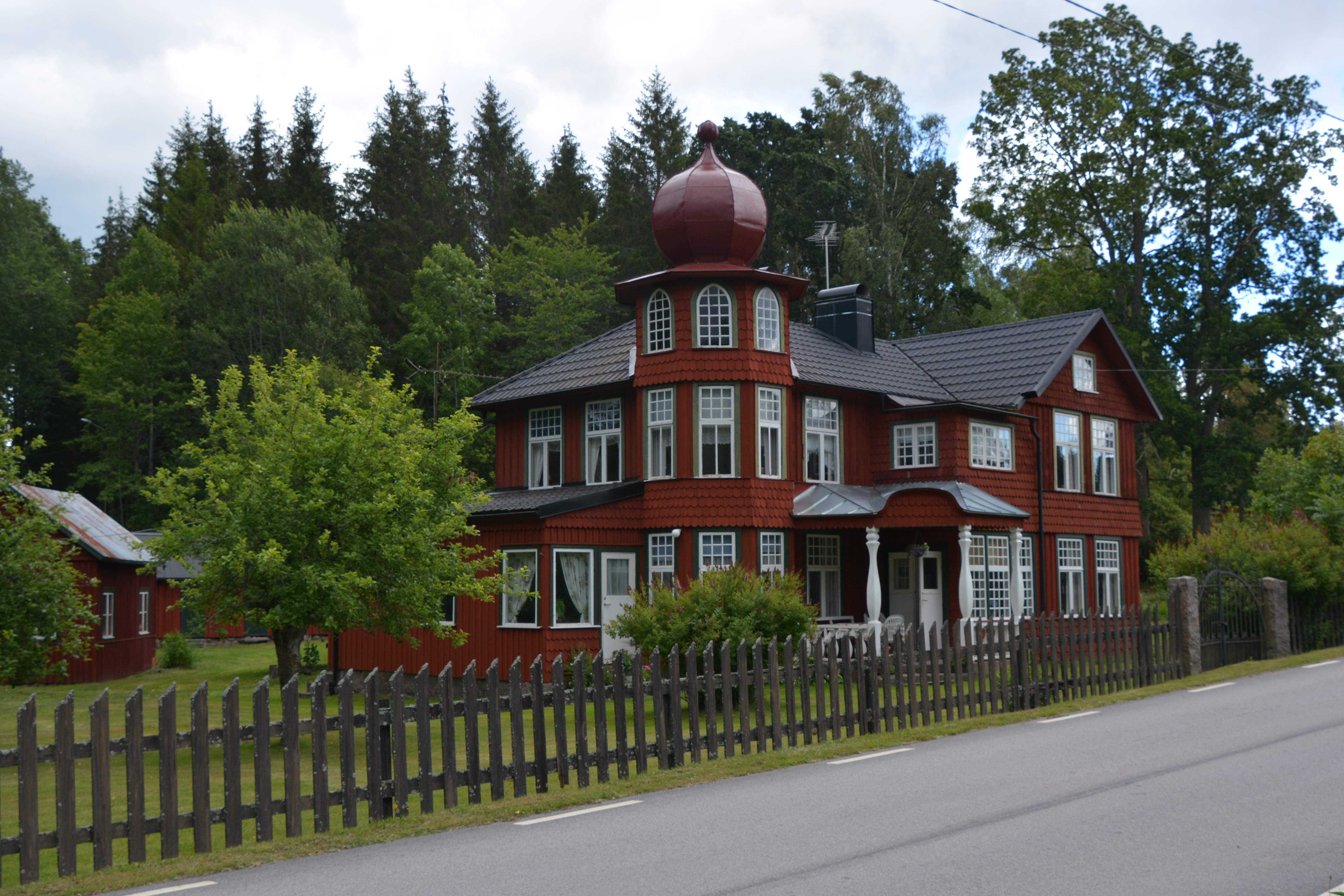
Theodor Karlssons hus
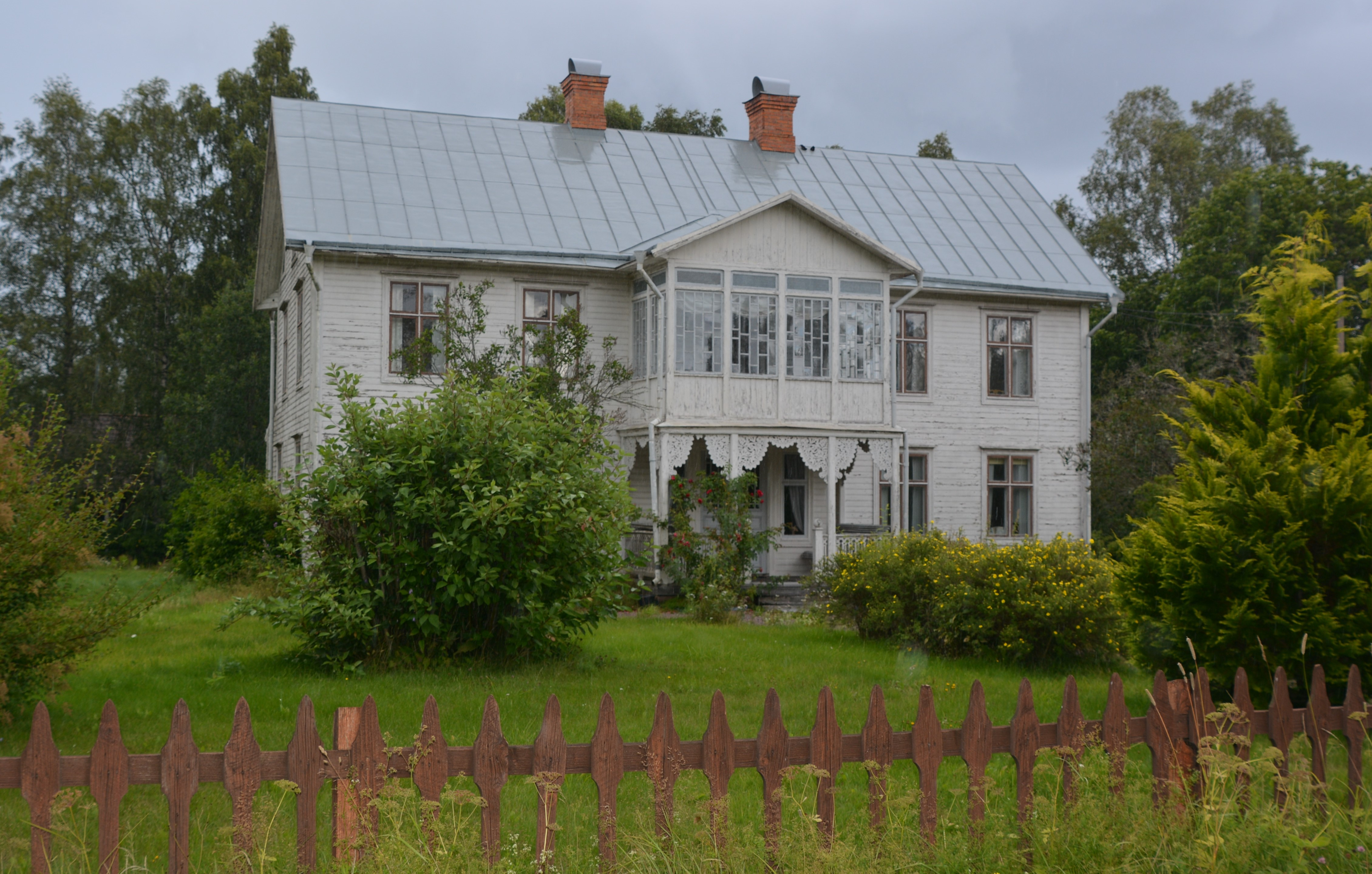
Emil Bohmans hus